# Acanthella elongata
Acanthella elongata är en svampdjursart som först beskrevs av Arthur Dendy 1905.  Acanthella elongata ingår i släktet Acanthella och familjen Dictyonellidae. Inga underarter finns listade i Catalogue of Life.